# 帝塚山学院泉ヶ丘中学校・高等学校
帝塚山学院泉ヶ丘中学校・高等学校（てづかやまがくいんいずみがおかちゅうがっこう・こうとうがっこう）は、大阪府堺市南区晴美台に所在し、中高一貫教育を提供する私立中学校・高等学校。
高等学校において、中学校から入学した内部進学の生徒と高等学校から入学した外部進学の生徒との間で、国際コースが第2学年から混合してクラスを編成する併設混合型中高一貫校。略称は「帝泉」（「ていせん」「TGI」）。
帝塚山学院中学校・高等学校と同一の学校法人である学校法人帝塚山学院が運営する。なお、帝塚山中学校・高等学校はルーツは同じであるものの、現在は別法人の学校法人帝塚山学園が経営する学校であり、直接の関連はない。

## 概要
泉北ニュータウン泉ヶ丘地区の一角に1983年に開校した。高校には普通科・国際科を設置する。国際科では第二外国語の授業も開講している。
開校当初は中学校（中高一貫コース）と高校普通科は男子のみ、高校国際科は女子のみの男女併学の体制をとっていたが、いずれのコース・学科も男女共学に転換されている。
学校長は任期終了後、一般教員に戻る特徴がある。

## 沿革
- 1983年1月 - 大阪府より学校設置の認可。
- 1983年4月 - 中学校2クラス、高校普通科3クラスで開校（いずれも男子のみ）。
- 1984年4月 - 高校国際科開設（女子のみ）。
- 1999年 - 中学校を男女共学にする。
- 2002年4月 - 高校普通科を男女共学化。中学校に医進コース開設。
- 2005年 - 高校国際科を男女共学化。

## コース
- 中高6年一貫コース

　II類選抜コース、II類コース、I類コース
- 高校3年コース - 普通科 ・国際科

## 交通
- 南海泉北線 泉ヶ丘駅から南海バス「晴美台回り（17系統）」で約10分。「帝塚山学院泉ヶ丘校前」バス停下車。また泉ヶ丘駅・帝塚山学院泉ヶ丘校前から通常授業時は相互バス停への直通バスも利用できる。
- 南海高野線 金剛駅から南海バス「帝塚山学院泉ヶ丘校前経由 泉ヶ丘駅行き（22系統）」で約15分。
- 他、泉大津駅・和泉府中駅・富田林駅・金剛高校前・和泉はつが野口から通学用直行バス（有料）を運行。

## 著名な出身者
- 川上量生 - ドワンゴ創業者、代表取締役会長
- 吉村恵里子 - TBSアナウンサー